# Julius Vincenz von Krombholz

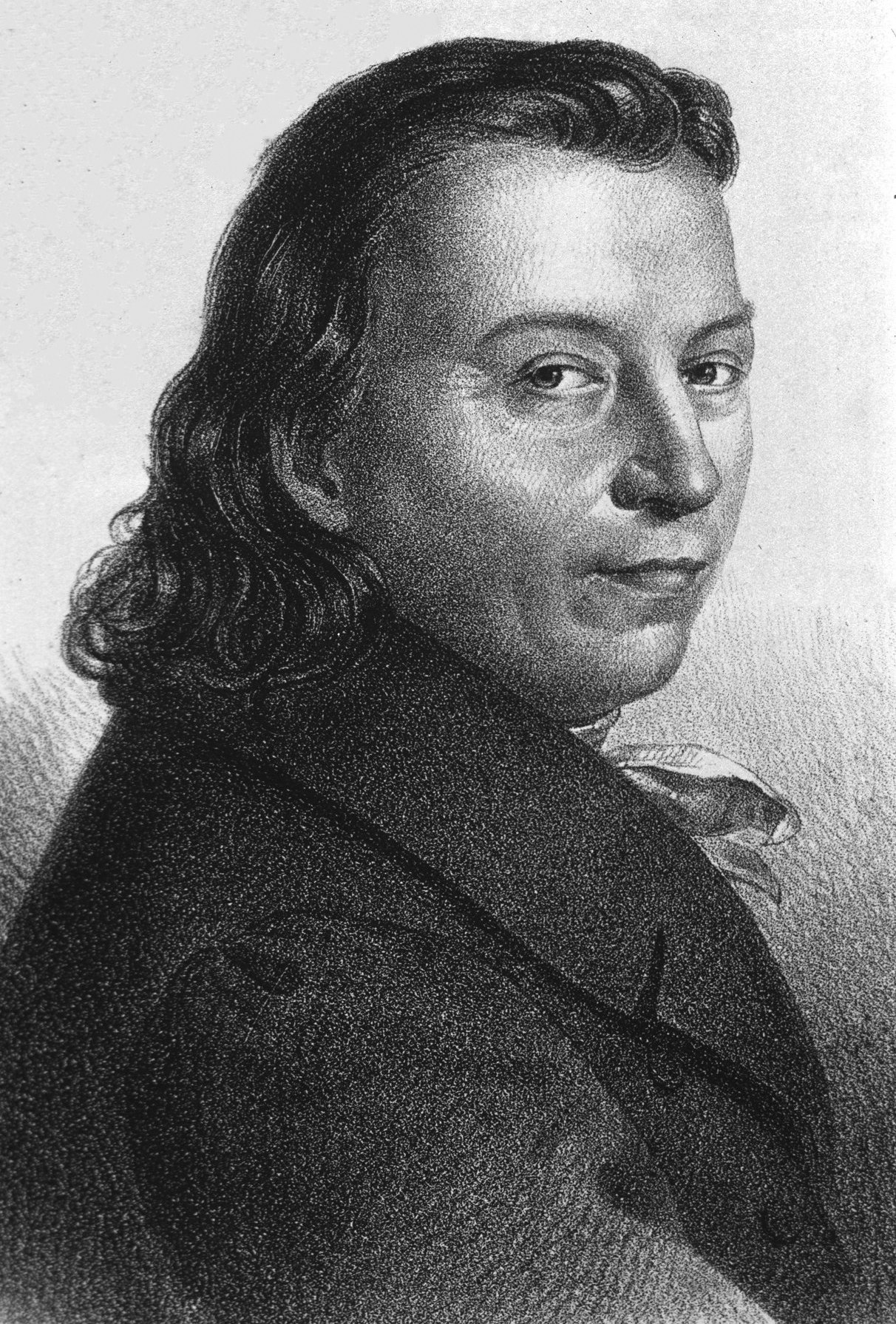
Julius Vincenz von Krombholz.

Julius Vincenz von Krombholz, född den 19 december 1782 i Oberpolitz, död den 1 november 1843, var en böhmisk läkare och mykolog.
von Krombholz studerade medicin vid universitetet i Prag, där han erhöll doktorsgraden 1814. År 1828 utnämndes han till professor i patologi och terapi. von Krombholz använde sitt inflytande till att hjälpa den medellöse August Carl Joseph Corda att få tillträde till universitetsstudier.
von Krombholz utförde talrika experiment för att utröna svampars eventeulla giftighet. Han är mest känd för sitt arbete Naturgetreue Abbildungen und Beschreibungen der essbaren, schädlichen und verdächtigen Schwämme (1831–1846), som byggde på hans undersökningar. Verket slutfördes av Johann Baptista Zobel.
Ett antal svampar beskrevs första gången av von Krombholz. Auktorsnamnet Krombh. kan användas för Julius Vincenz von Krombholz i samband med ett vetenskapligt namn inom botaniken; se Wikipediaartiklar som länkar till auktorsnamnet.